# Вежхи (Лодзький-Східний повіт)
Вежхи (пол. Wierzchy) — село в Польщі, у гміні Колюшки Лодзький-Східного повіту Лодзинського воєводства.
Населення — 127 осіб (2011).
У 1975-1998 роках село належало до Пйотрковського воєводства.

## Демографія
Демографічна структура станом на 31 березня 2011 року:
|          | Загалом | Допрацездатний вік | Працездатний вік | Постпрацездатний вік |
| -------- | ------- | ------------------ | ---------------- | -------------------- |
| Чоловіки | 63      | 17                 | 41               | 5                    |
| Жінки    | 64      | 16                 | 29               | 19                   |
| Разом    | 127     | 33                 | 70               | 24                   |